# Polyspina piosae
Polyspina piosae, tên thông thường là cá nóc sọc cam, là loài cá biển duy nhất thuộc chi Polyspina trong họ Cá nóc. Loài này được mô tả lần đầu tiên vào năm 1955.

## Phân bố và môi trường sống
P. piosae có phạm vi phân bố giới hạn ở vùng biển Đông Nam Ấn Độ Dương. Đây là một loài đặc hữu của vùng lãnh thổ phía tây và nam nước Úc, trải rộng về phía đông đến đảo Kangaroo. P. piosae thường sống ở vùng đáy cát ven bờ, bao gồm những vùng có sóng và có các thảm cỏ biển thưa thớt, hoặc gần các rạn san hô ở độ sâu khoảng 37 m trở lại.

## Mô tả
P. piosae trưởng thành có kích thước tối đa được ghi nhận là khoảng 8,5 cm. Cơ thể thuôn dài, tròn ở phần lưng và hơi dẹt ở phần bụng. Miệng nhỏ; môi dày. Vây đuôi bằng. Lưng màu nâu sáng. Hai bên thân có các mảng đốm cam. Có hai dải sọc (đậm và nhạt) nằm ở sau gốc vây ngực và dọc theo vây lưng. Bụng và các vây màu trắng nhạt.
P. piosae sống đơn độc hoặc bơi thành từng nhóm nhỏ. Thức ăn của P. piosae là các loài ốc biển và các loài giáp xác, và chúng cũng được ghi nhận là ăn rong cỏ.
Cũng như những loài cá nóc khác, P. piosae có khả năng sản xuất và tích lũy các độc tố trong da, tuyến sinh dục và gan, nhưng độc tố của chúng ở mức an toàn, không gây hại. Mức độ độc tính khác nhau tùy theo từng loài, và cũng phụ thuộc vào khu vực địa lý và mùa.